# Closeburn (Dumfries and Galloway)
Closeburn est un village situé dans le Dumfries and Galloway, en Écosse.